# کوبیور
کوبیور (به لهستانی:  Kobiór) یک روستا در لهستان است که در گمینا کوبیور واقع شده‌است.
 کوبیور  ۴٬۷۰۲ نفر جمعیت دارد.

## خواهرخوانده
شهرهای دبشینا، شایوسنتپیتر و شترنبرک خواهرخوانده‌های کوبیور هستند.